# Greffe en fente
La greffe en fente est une des techniques de greffe les plus simples à pratiquer. C'est la technique de greffe la plus courante. Elle est principalement utilisée pour les fruitiers à pépins sur porte-greffe de diamètre inférieur à 2 cm.

## Technique

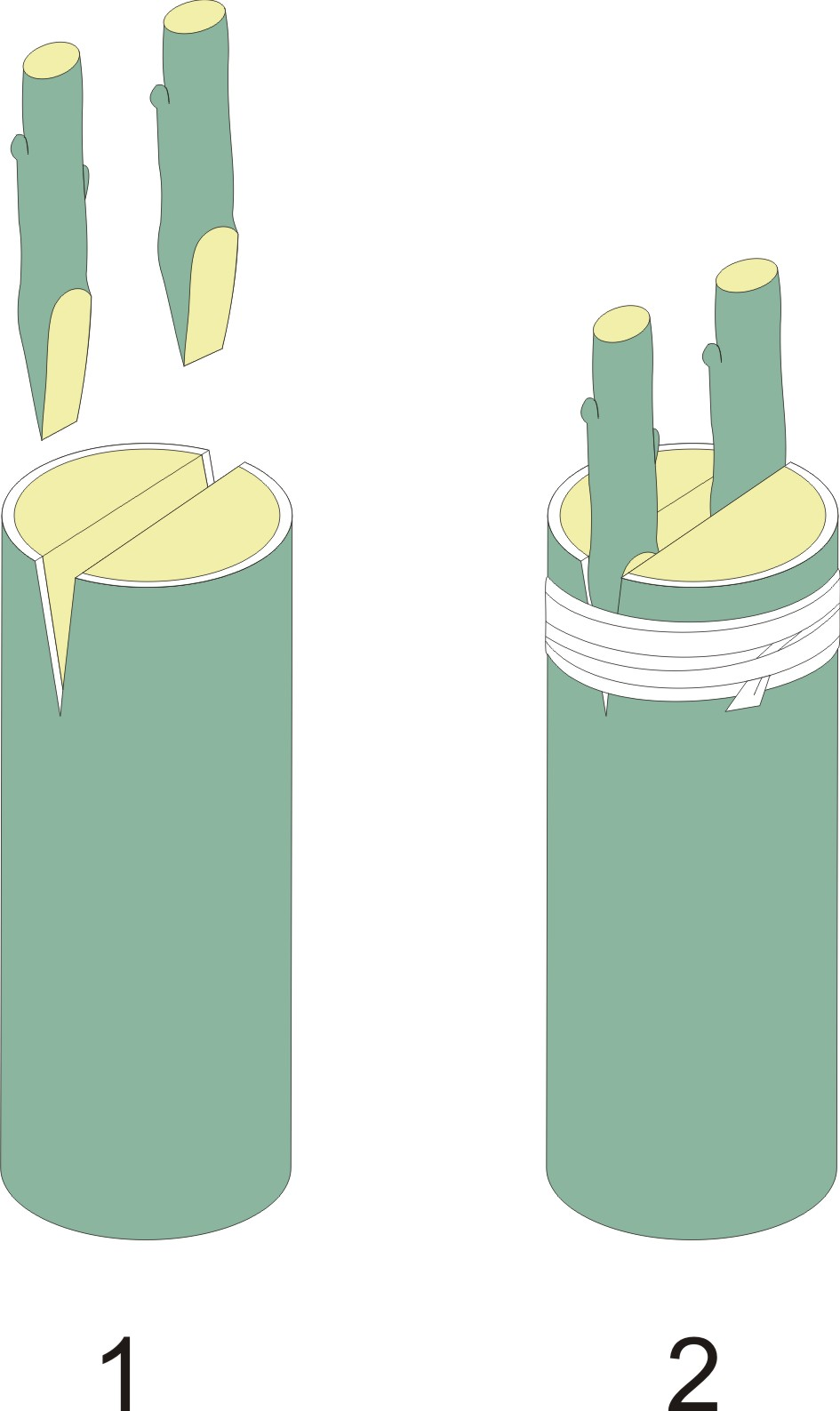
Greffe en fente.

Dans le greffage en fente, on utilise des porte-greffes de faible diamètre (1 à 3 cm) et des greffons (de 0,5 à 1 cm de diamètre) prélevés en hiver et conservés au frais jusqu'au jour du greffage.
Une fente d'environ 3 cm de profondeur est faite dans la tige du porte-greffe et la partie du greffon taillée en fente est insérée dans la tige fendue. S'il s'agit d'une branche qui n'est pas verticale, la fente doit être fendue horizontalement. Le scion doit être placé de façon que son cambium soit en contact direct avec le cambium du porte-greffe (entre l'écorce et le bois). Il est préférable d'insérer un deuxième scion d'une manière similaire dans l'autre côté de la fente. Cela aide à sceller la fente. Il est impératif de bien fixer les deux parties de la greffe avec une bande de greffage (pour maintenir les deux cambium en contact) puis de couvrir la greffe avec un mastic ou une cire de greffage. Cela empêche les couches de cambium de se dessécher et empêche également la pénétration d'eau dans la fente.
Pour les sujets plus gros (3 à 6 cm), il est préférable de procéder à une double greffe en fente pour que le greffon ne soit pas « noyé » par un apport trop important de sève.

## Périodes possibles pour la greffe en fente
Ce type de greffe se pratique :
- Soit à la fin de l'hiver (à la période du débourrement) pour les fruits à pépins (pommier, poirier, etc.).
- Soit à la fin de l'été pour les fruits à noyau (cerisier, prunier, abricotier).